# Turtle Island (Antarktika)
Turtle Island (wörtlich aus dem Englischen übersetzt Schildkröteninsel) ist eine Insel vor der Graham-Küste des Grahamlands auf der Antarktischen Halbinsel. Sie ist die nordwestlichste Insel in der Gruppe der Saffery-Inseln
Teilnehmer der British Graham Land Expedition (1934–1937) unter der Leitung des australischen Polarforschers John Rymill entdeckten sie und gaben ihr den an ihre Form angelehnten deskriptiven Namen.